# Carnaubeira da Penha
Carnaubeira da Penha es un municipio brasileño del estado de Pernambuco. Tiene una población estimada al 2020 de 13 025 habitantes.

## Historia
La ocupación del territorio comenzó en el periodo llamado "ciclo da pecuária", que inició en esta región después de la expulsión de los neerlandeses (1654), a partir de la Casa da Torre. Garcia D´Ávila concedió grandes extensiones de tierra a sus familiares por los valles del São Francisco y Pajeú, estableciendo las primeras haciendas. Estas ocupaciones enfrentaron la resistencia de los indios que vivían en el Valle del Pajeú, del Piancó y del Piranha entre 1694 y 1702, en la llamada "Guerra dos Bárbaros". Esta resistencia hizo con que muchos abandonaran sus haciendas. A mando de la Casa de la Torre, el hacendero de São Francisco, el coronel Manoel Araújo de Carvalho, combatió los indios y retomó las tierras. Los hacenderos y campesinos retornaron también al lugar.
A partir de la Ley Imperial del Registro de Tierras de 1850 se inició la legalización de las propiedades. El gobierno imperial extinguió los establecimientos indígenas en Pernambuco entre 1860 y 1880 y los pueblos indígenas que habitaban la región se desplazaron a localidades de difícil acceso, como las sierras de Umã y Arapuá.
Por la Ley Municipal n.º 02, del 11 de abril de 1896 el alcalde de Floresta, el coronel Casé, creó el distrito de Penha (Pena), a partir de una población existente en la región. Se llamaba Penha en homenaje a la patrona, Nuestra Señora de la Pena. El poblado vivía principalmente de la ganadería bovina y caprina, y de la agricultura de subsistencia (frijol, algodón, maíz, arroz, mandioca y patata dulce).
Por la ley municipal n.º 2, del 19 de enero de 1948 fue creado en el municipio de Floresta el distrito de Carnaubeira, nombre dado debido a la cantidad de Carnaúbas existentes en la región.
Fue elevado a la categoría de municipio con la denominación de Carnaubeira da Penha, por la ley provincial n.º 10.626, del 1 de octubre de 1991, desglosado de Floresta. La Sede pasó a ser en el antiguo distrito de Carnaubeira, actual Carnaubeira da Penha.
En la Sierra Umã está la Reserva Indígena de los Indios Atikum, que viven de la agricultura de subsistencia.

## Geografía
Se localiza a una latitude 08º19'09" sur y la una longitud 38º44'41" oeste, estando a una altitud media de 446 metros por encima del nivel del mar.

### Hidrografía
El municipio se encuentra en la cuenca del río Pajeú.